# Acolastus furcatus
Acolastus furcatus là một loài bọ cánh cứng trong họ Chrysomelidae. Loài này được Scholler miêu tả khoa học năm 2000.